# 秋山十三郎
秋山 十三郎（あきやま じゅうさぶろう、永禄8年（1565年） - 天正10年3月11日（1582年4月3日））は、戦国時代の武将。甲斐武田家の家臣。

## 生涯
官位は宮内丞。父は甲斐武田家家臣の秋山紀伊守。仮名は十三郎。
天正10年（1582年）の織田信長による武田征伐では最後まで勝頼に従い、父・紀伊守と共に勝頼に殉じた。
景徳院における十三郎の位牌の法名は清寒霜白という。